# Аксу (Аксу-Аюлинський сільський округ)
Аксу́ (каз. Ақсу) — село у складі Шетського району Карагандинської області Казахстану. Входить до складу Аксу-Аюлинського сільського округу.
Населення — 98 осіб (2021; 108 у 2009, 248 у 1999, 326 у 1989).
Національний склад станом на 1989 рік:
- казахи — 100 %.